# クラントル (小惑星)
クラントル (83982 Crantor) は、太陽系の小惑星のひとつ。土星と海王星の間を巡る楕円軌道にある。
2002年、アメリカ航空宇宙局 (NASA) の地球近傍小惑星追跡プロジェクト (NEAT) によって発見された。ギリシア神話のラピテス族の王ペイリトオスの結婚式に招待され、ラピテス族とケンタウロスの争いで戦った勇士クラントルに因んで名付けられた。
2006年には、クラントルが天王星のトロヤ群に属する事が示唆されたが、実際にはクラントルは土星の重力の影響を受けて軌道が不安定であり、実際には属していないと考えられている。
2010年、冥王星探査機ニュー・ホライズンズが遠方から探査を行った。